# Samma skrot och korn
Samma skrot och korn är Gyllene Tider sjunde album, utgivet 14 juni 2019. Bland låtarna finns även singeln ”Jag drömde jag mötte Fluortanten”.

## Låtlista
1. Skrot och korn - 3:03
2. Det kändes inte som maj - 2:27
3. Jag drömde jag mötte Fluortanten- 3:56
4. Någon att hålla i hand - 2:42
5. Vid hennes sida - 3:13
6. Aftonstjärna - 3:12
7. Vanliga saker - 3:01
8. Bjud till! - 3:08
9. Låt denna trumslagarpojke sjunga!- 3:54
10. Mannen med gitarr - 3:15
11. Bara i en dröm - 3:06
12. Henry har en plan på gång- 3:06
13. Allt det andra - 3:49
14. Final - 1:51

## Medverkande
- Per Gessle
- Mats "MP" Persson
- Anders Herrlin
- Micke "Syd" Andersson
- Göran Fritzon